# Hanzade Sultan (dcera Ömera Faruka)
Zehra Hanzade Sultan (19. září 1923 – 19. března 1998) byla osmanská princezna, dcera Şehzade Ömer Faruka a vnučka sultána Abdulmecida II. Její matkou byla Sabiha Sultan, dcera sultána Mehmeda VI.

## Mládí
Hanzade Sultan se narodila 19. září 1923 v paláci Dolmabahçe, krátce předtím, než padla Osmanská říše. Její otec byl Şehzade Ömer Faruk a matka Sabiha Sultan. Měla o dva roky starší sestru Neslişah Sultan a o dva roky mladší sestru Necla Sultan. Po otci byla vnučkou sultána Abdulmecida II. a po matce vnučkou sultána Mehmeda VI.
Měsíc po jejím narození vznikla Turecká republika. V březnu roku 1924 byla celá sultánova rodina nucena odejít do exilu; spolu s matkou a sestrami opustila Turecko. Tři měsíce žili na panství v Rumelihsari a dne 11. března 1924 se připojili k otci a dědovi na cestu do Švýcarska. Později se rodina přestěhovala do Nice ve Francii, kde Hanzade strávila své dětství. V roce 1938, kdy se schylovalo k válce, odcestovala rodina do Alexandrie v Egyptě. Jejich dědeček Abdulmecid II. ji a její sestru Neslişah bral na významné události.

## Manželství
V roce 1940 požádal její sestru Neslişah o ruku požádal princ Muhammad Abdel Moneim. Neslişah však nabídku odmítla a vztah mezi ní a otcem kvůli tomu ochladl. Rodina byla zasažena druhou světovou válkou, jelikož Abdulmecid nemohl z Francie posílat rodině peníze. Hanzade se tedy chtěla také co nejdříve provdat, aby se dostala z této finanční situace. Nicméně její otec nesouhlasil a trval na tom, že nejdříve se musí provdat nejstarší dcera, tedy Neslişah.
Později ale její otec změnil názor a provdal ji za prince Muhammada Ali Ibrahima. Svatba se konala v Káhiře a rodina směla zůstat v domě Azizy Hanim v Al-Qubba. Princ Muhammad si pronajal velký dům v Geziře, který mimo jiné obsahoval rozsáhlou knihovnu. Ve čtvrtek 19. září 1940 se konal oficiální obřad a 26. září se provdala i Neslişah za prince Abdula.
V srpnu 1941 se páru narodila dcera Sabiha Fazile Hanimsultan. O rok později, v srpnu 1942, se narodil syn Sultanzade Ahmed Rifat. V roce 1958 o ruku jejich dcery Fazile požádal irácký král Faisal II. Pro rodinu tato žádost byla velkým překvapením, protože Fazile v té době měla pouhých 16 let a ještě stále studovala. Svatba se ale neuskutečnila, jelikož byl král během červencové revoluce zabit. Později se pak provdala za Hayri Ürgüplu v Paříži v roce 1965. Ten byl synem tehdejšího tureckého premiéra. Hanzade žila v Egyptě až do roku 1952, kdy proběhla revoluce a Egypt se stal republikou. Rodina byla vyhnána do exilu, usadila se v Paříži a už se nikdy nevrátili.
Otec Hanzade, Ömer Faruk, projevil zájem o svou neteř Mihrişah Sultan, dceru korunního prince Yusufa Izzedina. Bylo obecně známo, že vztah Ömera a jeho ženy Sabihy není příliš dobrý. Hanzade a její sestry stály na matčině straně. Ömer pocítil, že jeho žena poštvává dcery proti němu. Do Mihrişah byl však zamilovaný a soud mu vyhověl. Po 28 letech manželství byli Ömer a Sabiha rozvedeni. Následně se oženil s Mihrişah. Sabiha se odstěhovala sama do Paříže. V roce 1952 byl zrušen exil pro princezny a matka Hanzade se vrátila zpět do Istanbulu. Hanzade ovdověla v roce 1977, kdy její manžel zemřel.

## Smrt
Hanzade Sultan zemřela 19. března 1998 ve věku 74 let v Paříži. Její tělo bylo převezeno do Istanbulu, kde byla 26. března 1998 pohřbena na hřbitově Aşiyan Asri.